# Варлаам (Зотиков)
Варлаам (в миру носил фамилию Зотиков), 26 июня 1794, Елабуга — 24 ноября 1874, Вятка)  — игумен, наместник Успенского Трифонова монастыря в Вятке (1870—1874).

## Биография
Василий Зотиков родился 26 июня 1794 года в семье священника Стефана Алексеевича Зотикова (1751—1821) и Анны Михайловны Зотиковой (1751—ок.1825).

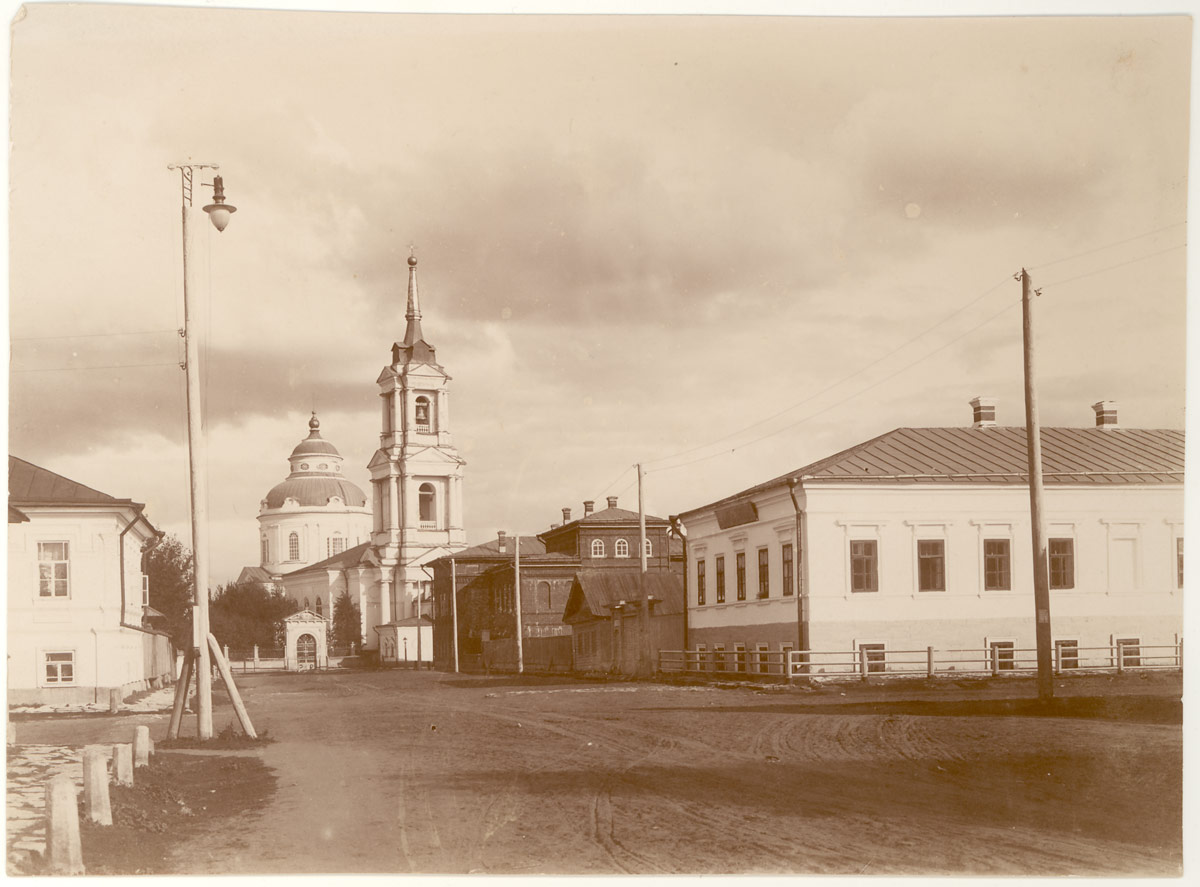
Покровская церковь в Елабуге, начало XX века.

В то время его отец состоял священником Покровской церкви в Елабуге. Он был посвящён в 1776 году Митрополитом Казанским и Свияжским Вениамином, не имея семинарского образования. Двое его сыновей — Стефан и Василий, по окончании духовной семинарии, тоже стали священнослужителями.
1 марта 1818 года Василий Зотиков из студентов философии произведен Епископом Вятским и Слободским Амвросием в дьяконы Екатерининской церкви села Курчум Нолинского уезда; 8 марта 1820 года рукоположён им же в священника Никольской церкви села Полянского Малмыжского уезда. 23 июля 1823 года определён в Богоявленский собор города Малмыж. С 9 февраля 1824 года по 1 июля 1826 года — депутат в Малмыже, после чего был перемещен в Павловский завод Слободского уезда. 29 марта 1829 года вторично определён депутатом. С 22 марта 1833 Василий Зотиков безвозмездно занимает должность законоучителя в Павловском приходском народном училище .
29 сентября 1842 года Василий Стефанович был переведен к Троицкой церкви в село Кырчаны Нолинского уезда. С 20 января 1844 года он — учитель приходского училища.
Во второй половине 1830-х годов ушла из жизни его жена, Анна Федотовна.

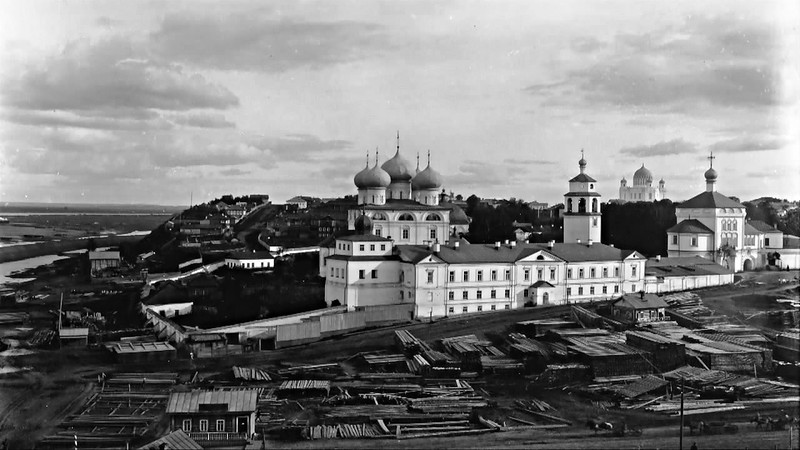
Вятский Успенский Трифонов монастырь.

28 октября 1847 года Василий Зотиков подал прошение и поступил в число братии Вятского Успенского Трифонова монастыря. 28 января 1856 года пострижен.
С 20 апреля 1857 года — ризничий, с 10 февраля 1867 года — казначей, а 16 сентября 1870 года "по вниманию долговременной и отлично-усердной службы" возведен в сан игумена и назначен наместником Успенского Трифонова монастыря. Пребывал он в этой должности до дня своей кончины 24 ноября 1874 года, и был похоронен на территории монастыря за Трехсвятительской церковью.
В октябре 1874 года Епископ Геннадий (Левицкий), настоятель Ипатьевского монастыря в Костроме, бывший до этого в качестве Сарапульского владыки настоятелем Трифоновской обители в Вятке, обращаясь в письме к игумену Варлааму, отмечал: "Поучаюсь Вашим терпением и благосердием. Господь, един всесильный и многомилостивый, да укрепляет Вас телесне и духовне продолжать до конца Ваше благоговейное стояние у Престола благодати и Вашу любовь к внукам. Неси, старче Божий, крест свой до конца! Венец твой видим и здесь: Это - твое осмидесятилетнее, многобедственное и мужественное перенесение жизненных скорбей. Многие ли и сим довольны?! И меня своим примером и словом побуждаете к мужеству, благосердно изображая доброе воспоминание о мне вятских моих любимцев...".